# Eigentliche Störche

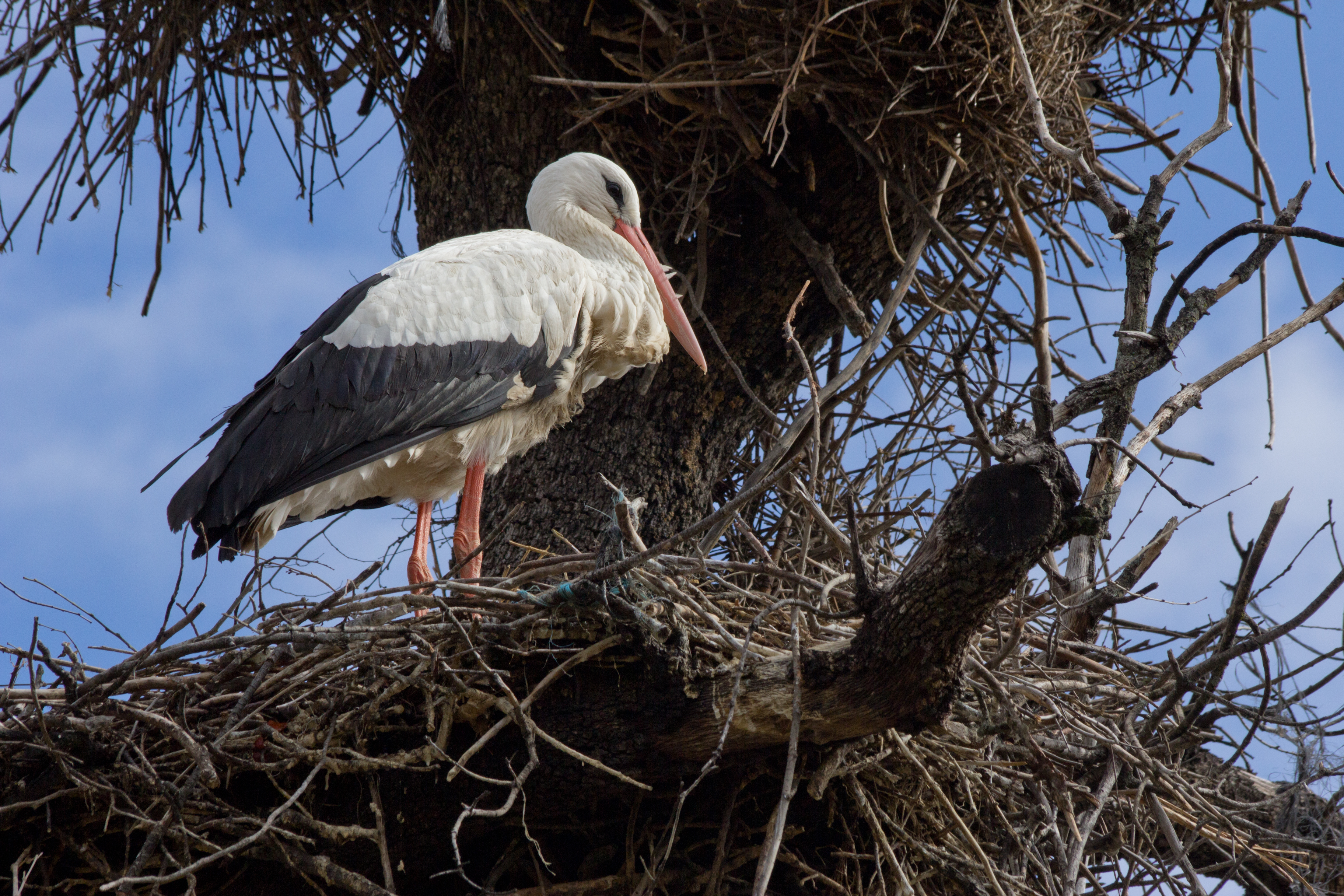
Weißstorch auf dem Nest

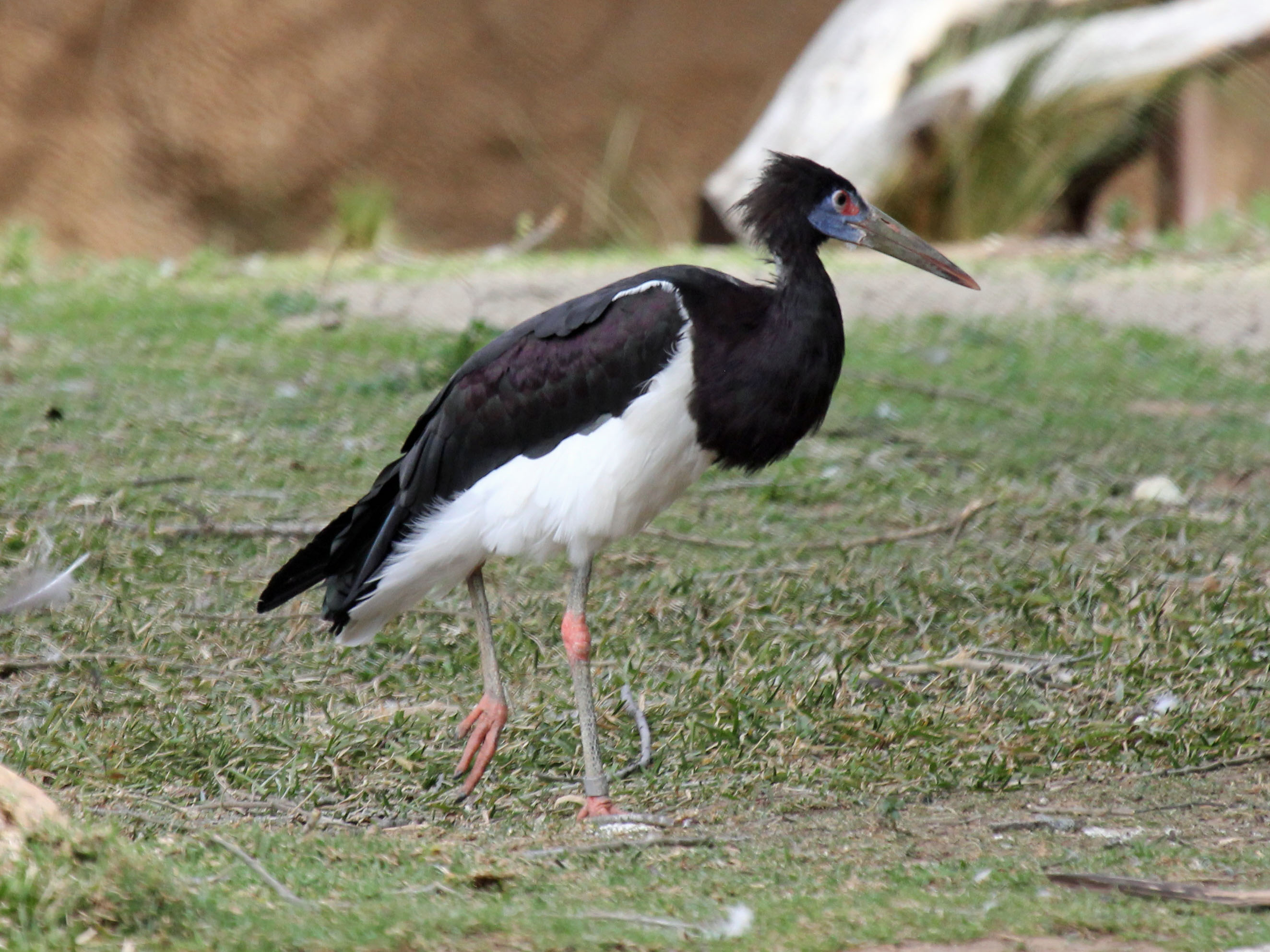
Abdimstorch

Eigentliche Störche (Ciconia) bilden mit acht Arten die größte Gattung innerhalb der Familie der Störche (Ciconiidae). Sie kommen in Südamerika, Afrika, Europa und Asien vor. Mit dem Weißstorch und dem Schwarzstorch gehören zu dieser Gattung auch die beiden einzigen Storcharten, die in Mitteleuropa brüten.
Die am stärksten gefährdeten Arten innerhalb der Gattung sind der Schwarzschnabelstorch, von dem nur noch weniger als 3000 Individuen vorkommen und der Höckerstorch, von dem nur noch maximal 500 geschlechtsreife Individuen existieren.

## Merkmale
Die etwa 100 cm großen Eigentlichen Störche haben eine Flügelspannweite von 180 cm und einen langen, dicken Schnabel. Das Gefieder der einzelnen Arten variiert stärker als bei den anderen Gattungen. Sie fliegen mit ausgestrecktem Hals. Zur Nahrung gehören Frösche, Insekten, Jungvögel, Eidechsen und Nagetiere.
Eigentliche Störche sind zum größten Teil gesellige Vögel, die in Kolonien brüten. Außer dem Maguaristorch (Ciconia maguari), der als Einzelbrüter am Boden brütet, bauen alle Arten ihre Nester auf Bäumen, Felsen, Hausdächern, Schornsteinen und Strommasten. Drei Arten tolerieren dabei auch die unmittelbare Nähe des Menschen. Der Schwarzstorch, der ebenfalls ein Einzelbrüter ist, ist dagegen ein scheuer Kulturflüchter, der sehr empfindlich auf Störungen in seinem Brutrevier reagiert und meist in geschlossenen alten Wäldern mit Tümpeln und Teichen brütet. 
Der Lebensraum der Eigentliche Störche sind Uferregionen von Flüssen und Seen, Feuchtgebiete, reich strukturierte Waldgebiete, aber auch Steppen und Kulturlandschaften. Die in tropischen Regionen verbreiteten Störche sind überwiegend Standvögel. Schwarz- und Weißstorch dagegen ziehen in der Regel in weit entlegene Überwinterungsgebiete. Der Abdimstorch dagegen zieht nach seiner Brutzeit im zentralen Afrika ins südliche Afrika.

## Arten und ihr jeweiliges Verbreitungsgebiet
Folgende rezente Arten werden zu den Eigentlichen Störchen gerechnet:
- Abdimstorch (C. abdimii), Zentrales Afrika und außerhalb der Brutzeit südliches Afrika
- Schwarzschnabelstorch (C. boyciana). Er unterscheidet sich vom Weißstorch nur durch seinen schwarzen Schnabel, die Gefiederfärbung entspricht ansonsten dem Weißstorch. Sein Verbreitungsgebiet reicht von Südostsibieren bis Nordostchina. Japan und Korea zählten ursprünglich auch zu seinem Verbreitungsgebiet, dort ist er jedoch mittlerweile ausgestorben.
- Weißstorch (C. ciconia). Lückenhaft über Europa, Asien und Nordafrika verbreitet.
- Asiatischer Wollhalsstorch (C. episcopus). Verbreitungsgebiet reicht von Indien über Südasien bis zu den Philippinen, ist meistens an Waldrändern anzutreffen.
- Maguaristorch (C. maguari). Kommt in großen Teilen Südamerikas von Guayana bis Argentinien vor.
- Afrikanischer Wollhalsstorch (C. microscelis). Afrika südlich der Sahara.[5]
- Schwarzstorch (C. nigra). Verbreitungsgebiet reicht vom westlichen Mitteleuropa bis zur asiatischen Pazifikküste. Scheuer Bewohner wasserreicher Laub- und Mischwälder
- Höckerstorch (C. stormi). Mit einer Körperlänge von 85 Zentimeter ist der Hockerstorch die kleinste Art der Eigentlichen Störche. Sein Verbreitungsgebiet ist Indonesien und Malaysia.

## Einzelbelege
1. ↑   Ciconia boyciana in der Roten Liste gefährdeter Arten der IUCN 2008. Eingestellt von: BirdLife International, 2008. Abgerufen am 18. September 2016.
2. ↑   Ciconia stormi in der Roten Liste gefährdeter Arten der IUCN 2012. Eingestellt von: BirdLife International, 2012. Abgerufen am 18. September 2016.
3. ↑   W. Grummt, H. Strehlow (Hrsg.): Zootierhaltung Vögel. Verlag Harri Deutsch, Frankfurt am Main 2009, ISBN 978-3-8171-1636-2. S. 98.
4. ↑   W. Grummt, H. Strehlow (Hrsg.): Zootierhaltung Vögel. Verlag Harri Deutsch, Frankfurt am Main 2009, ISBN 978-3-8171-1636-2. S 97 und 98
5. ↑  del Hoyo, J., A. Elliott, N. Collar, E. F. J. Garcia, P. F. D. Boesman, and G. M. Kirwan (2022). African Woolly-necked Stork (Ciconia microscelis), version 1.0. In Birds of the World (S. M. Billerman and B. K. Keeney, Editors). Cornell Lab of Ornithology, Ithaca, NY, USA. doi: 10.2173/bow.wonsto2.01